# 久邇宮邦彥王
久邇宮邦彥王（1873年7月23日—1929年1月27日），日本舊皇族，久邇宮第二代當主，明治和大正时期日军陆军大将。他是香淳皇后的父亲，明仁天皇的外祖父。

## 早年生活
出生于日本东京。久邇宮邦彥王的父亲久邇宮朝彥親王是伏見宮邦家親王的儿子，他是日本宫家之一的家主。1872年明治天皇授予朝彥親王久邇宮宮號。1891年10月29日久邇宮朝彥親王死后久邇宮邦彥王世袭了他父亲的封号。他的兄弟也全部被封王。

## 军队生涯
1897年久邇宮邦彥王毕业于日本陆军士官学校。日俄战争时久邇宮邦彥王任步兵少校，他被分配载日本第一军司令黑木為楨的参谋部中。他被授予四等金鵄勋章。
1907年至1910年邦彥王赴德国进修战术，被编入普鲁士步兵卫队的第二团，回到日本后晋升为少将，指挥第38步兵师。1918年邦彥王晋升为中将，指挥近衛師團，同时成为明治神宫的主祭司。1923年晋升为上将，并进入统帅部。久邇宮邦彥王是较早就赞成发展航空兵的军人之一，推動組建航空兵的山本五十六就受到了他的庇护。
1928年5月14日，久邇宮邦彥王巡視台湾台中時遭朝鮮人趙明河暗杀未遂。
1929年1月27日，久邇宮邦彥王因急性內臟疾病逝世于靜岡縣熱海；在他逝世两天前，昭和天皇将其晋升为元帅，并授予大勳位菊花章頸飾。

## 家庭
1889年12月13日，久邇宮邦彥王与薩摩國最后一位大名島津忠義七女島津俔子結婚，这次婚姻代表着日本天皇皇室与薩摩國家族的联盟。两人有三男三女。1924年，两人的长女良子女王与当时的皇储裕仁结婚。1929年，久邇宮邦彥王逝世，其与島津俔子誕下的长子久邇宮朝融王继承了他的王位，直到1947年10月按駐日盟軍總司令（GHQ）命令久邇宮等宮家脫離皇室而告終。

## 關連項目
- 台中不敬事件

| 久邇宮邦彥王 日本親王 | 久邇宮邦彥王 日本親王 | 久邇宮邦彥王 日本親王 |
| --------------------- | --------------------- | --------------------- |
| 前任： 父朝彥親王     | 久邇宮當主（二代）    | 繼任： 長子朝融王     |